# Dipsacus setosus
Dipsacus setosus là một loài thực vật có hoa trong họ Kim ngân. Loài này được Hiern mô tả khoa học đầu tiên năm 1877.